# Medroussa
Medroussa est une commune de la wilaya de Tiaret en Algérie.